# Moos (Bawaria)
Moos – miejscowość i gmina w Niemczech, w kraju związkowym Bawaria, w rejencji Dolna Bawaria, w regionie Donau-Wald, w powiecie Deggendorf, siedziba wspólnoty administracyjnej Moos. Leży około 10 km na południe od Deggendorfu, przy drodze B8 i linii kolejowej Ratyzbona – Wels.

## Dzielnice
W skład gminy wchodzą dwie dzielnice: Langenisarhofen, Moos.

## Demografia
| Rok  | Liczba mieszk. |
| ---- | -------------- |
| 1970 | 2 036          |
| 1987 | 1 851          |
| 2000 | 2 130          |
| 2005 | 2 170          |
| 2008 | 2 163          |

### Struktura wiekowa
Dane o ludności z 31 grudnia 2008:
| Opis                                | Ogółem | Ogółem | Kobiety | Kobiety | Mężczyźni | Mężczyźni |
| ----------------------------------- | ------ | ------ | ------- | ------- | --------- | --------- |
| Jednostka                           | osób   | %      | osób    | %       | osób      | %         |
| Populacja                           | 2163   | 100    | 1096    | 50,67   | 1067      | 49,33     |
| Wiek przedprodukcyjny (0–17 lat)    | 463    | 21,41  | 219     | 10,12   | 244       | 11,28     |
| Wiek produkcyjny (18–65 lat)        | 1285   | 59,41  | 640     | 29,59   | 645       | 29,82     |
| Wiek poprodukcyjny (powyżej 65 lat) | 415    | 19,19  | 237     | 10,96   | 178       | 8,23      |

## Polityka
Wójtem od 2002 jest Hans Jäger, jego poprzednikiem był Franz Xaver Rüpl. Rada gminy składa się z 14 osób.
|      | CSU | SPD | FWGML | JL | Razem |
| 2008 | 7   | 1   | 5     | 1  | 14    |
| 2002 | 7   | 1   | 6     | -  | 14    |

## Oświata
W gminie znajduje się 50 miejsc przedszkolnych oraz szkoła podstawowa (7 nauczycieli, 118 uczniów)